# Exechopsis versicolor
Exechopsis versicolor är en spindelart som beskrevs av Alfred Frank Millidge 1991. Exechopsis versicolor ingår i släktet Exechopsis och familjen täckvävarspindlar. Inga underarter finns listade i Catalogue of Life.